# Abîmes (film)
Pour les articles homonymes, voir Abîmes et Below.
Pour plus de détails, voir Fiche technique et Distribution.
Abîmes (Below) est un film américain réalisé par David Twohy, sorti en 2002.

## Synopsis
Un sous-marin américain, l'USS Tiger Shark, récupère trois rescapés britanniques — une femme médecin, un quartier maître et un blessé — d'un navire hôpital allié l'HMS Fort James qui a été coulé par un sous-marin. Cependant le Tiger Shark est aussitôt attaqué par un destroyer allemand qui l'endommage au moyen de grenades anti-sous-marines. Dans cette situation tendue, des évènements surnaturels frappent peu à peu l'équipage et les officiers, et semblent s'acharner contre le sous-marin et ses occupants. Quelqu'un souhaite-t-il voir l'équipage et le sous-marin disparaître ?
Alors que la décision est prise de rentrer aux États-Unis, malgré la plus grande proximité des côtes britanniques, l'ambiance à bord du sous-marin se détériore à vue d'œil : les membres de l'équipage semblent atteints d'hallucinations ; le fantôme du précédent capitaine, dont la disparition semble mettre très mal à l'aise certains membres d'équipage, hante les autres ; certains objets s'animent tout seuls, comme le phonographe qui rejoue tout le temps une musique de Benny Goodman avant de s'arrêter de lui-même ; le sous-marin semble même ne plus vouloir répondre aux commandes.

## Fiche technique
- Titre : Abîmes
- Titre original : Below
- Réalisation : David Twohy
- Scénario : Lucas Sussman, Darren Aronofsky et David Twohy
- Production : Sue Baden-Powell, Michael Zoumas, Darren Aronofsky, Mark Indig, Andrew Rona, Eric Watson, Bob et Harvey Weinstein
- Sociétés de production : Dimension Films et Protozoa Pictures
- Distribution :  France : TFM Distribution
- Musique : Graeme Revell et Tim Simonec
- Photographie : Ian Wilson
- Montage : Martin Hunter
- Décors : Charles Dwight Lee
- Costumes : Elizabeth Waller
- Pays d'origine :  États-Unis
- Format : Couleurs - 1,85:1 - DTS / Dolby Digital / SDDS - 35 mm
- Genre : horreur, fantastique, guerre
- Durée : 105 minutes
- Dates de sortie : 11 octobre 2002 (États-Unis), 30 juillet 2003 (France)

## Distribution
- Holt McCallany (V. F. : Guillaume Orsat) : le lieutenant Loomis
- Bruce Greenwood (V. F. : Emmanuel Jacomy) : le lieutenant Brice
- Matthew Davis (V. F. : Cédric Dumond) : l'enseigne Douglas Odell
- Olivia Williams (V. F. : Anne Rondeleux) : Claire
- Scott Foley (V. F. : Guillaume Lebon) : le lieutenant Coors
- Jason Flemyng (V. F. : Adrien Antoine) : Stumbo
- Zach Galifianakis (V.F. : Philippe Bozo) : Wally
- Dexter Fletcher (V. F. : Laurent Morteau) : Kingsley
- Nick Chinlund (V. F. : Julien Kramer) : le chef
- Andrew Howard (V. F. : Jérôme Pauwels) : Hoag
- Tim Plester (en) (V. F. : Ludovic Baugin) : Motormac
- Christopher Fairbank : Pappy
- Chuck Ellsworth : le pilote
- Jonathan Hartman : Schillings

Source et légende : Version française (V. F.) sur Voxofilm

## Autour du film
- Le tournage s'est déroulé sur le lac Michigan, à Muskegon, ainsi qu'en Angleterre (studios Pinewood et Shepperton).
- Il était au départ prévu que ce soit la chanson I'll Be Seeing You, de Frank Sinatra, qui soit jouée mystérieusement sur le phonographe, mais à la suite de difficultés pour obtenir les droits, la production opta pour Sing, Sing, Sing (With A Swing), interprétée par Benny Goodman.
- Darren Aronofsky, coauteur du scénario, devait initialement diriger le film en 1999, mais préféra réaliser Requiem for a Dream (2000).
- Le film fut projeté en France le 2 février 2003, lors du festival Fantastic'Arts de Gérardmer.
- Pour les scènes d'extérieur, la production utilisa le sous-marin de la Seconde Guerre mondiale USS Silversides (SS-236), qui fait actuellement office de musée, en le remorquant sur le lac Michigan.

## Distinctions
- Nomination au prix du meilleur film, lors du festival Fantasporto 2003.